# دنيس أبوت
دنيس أبوت (بالإنجليزية: Dennis Abbott)‏ هو سياسي أمريكي، ولد في 12 أبريل 1941 في إيكستر في الولايات المتحدة. حزبياً، نشط في الحزب الديمقراطي.